# Association de gestion du fonds pour l'insertion professionnelle des personnes handicapées
 (novembre 2013).
L'Agefiph (Association de gestion du fonds pour l'insertion des personnes handicapées) est un organisme paritaire français institué par la loi du 10 juillet 1987 pour favoriser l'insertion professionnelle et le maintien dans l'emploi des personnes handicapées dans les entreprises du secteur privé. Elle est présidée par Christian Ploton depuis septembre 2024.
Depuis plus de 35 ans, l’Agefiph propose des solutions aux entreprises privées, aux personnes en situation de handicap, aux acteurs de l’emploi, de la formation et de la santé au travail pour construire un monde du travail toujours plus inclusif et permettre aux personnes en situation de handicap de se réaliser professionnellement. 
L’Agefiph délivre information, conseil, accompagnement et financement, aux entreprises, aux organismes de formation et aux personnes en situation de handicap, qu’elles soient en activité ou en recherche d’emploi. 
Partenaire de la politique de l'emploi menée par les pouvoirs publics, l'Agefiph est acteur central de l'emploi des personnes handicapées.
Pour accomplir sa mission de service public de développement de l’emploi des personnes handicapées, l’Agefiph est organisée dans toute la France métropolitaine et ultramarine en 14 délégations régionales et 22 implantations.

## Histoire

### Création de l'Agefiph
La création de l'Agefiph fait suite à la mise en place de la loi du 10 juillet 1987 en faveur de l'emploi des personnes handicapées. Cette loi oblige les entreprises privées et publiques de vingt salariés et plus à recruter 6 % de personnes handicapées. C'est l'Obligation d'emploi des travailleurs handicapés (OETH). L'Agefiph a été créée pour gérer les contributions financières versées par les entreprises et les redistribuer en faveur de l'insertion professionnelle des personnes handicapées.

### Loi du 11 février 2005
La loi du 11 février 2005 pour l'égalité des droits et des chances, la participation et la citoyenneté des personnes handicapées définit pour la première fois le handicap, impose le principe d'égalité dans tous les domaines dont l'emploi et porte création du Fonds pour l'insertion des personnes handicapées dans la fonction publique (FIPHFP) et la mise en place des Maisons départementales des personnes handicapées (MDPH).

## Gouvernance
L'Agefiph est administrée par un Conseil d'administration de type paritaire composé de 3 collèges de cinq membres : 
- collège des employeurs : CPME, MEDEF,
- collège des salariés : CFDT, CFE-CGC, CFTC, CGT, FO,
- collège des associations : APF France Handicap, Confédération française pour la promotion sociale des Aveugles et des Amblyopes CFPSAA, Fédération nationale des Accidentés du Travail et Handicapés FNATH, Union des Associations nationales pour l'Inclusion des Malentendants et des Sourds UNANIMES, Union nationale des Associations des Parents d'Enfants Inadaptés UNAPEI.

Le Conseil d’administration compte également 5 personnalités qualifiées dont 3 nommées par chacun des collèges ainsi que 2 nommées par l’État. Le président de l'Agefiph est Christian Ploton depuis septembre 2024.

## Domaines d'action de l'Agefiph
L'Agefiph s'est vu attribuer pour mission le développement de l'insertion des personnes handicapées et leur maintien dans l'emploi. Pour ce faire, elle propose information, conseil, accompagnement et financement, aux entreprises, aux organismes de formation et aux personnes en situation de handicap, qu’elles soient en activité ou en recherche d’emploi.   
En complément de l'action de France Travail, des Cap emploi, des Missions locales, les solutions de l'Agefiph visent à compenser le handicap de la personne tout au long de sa vie professionnelle. Afin de répondre au mieux aux besoins de la personne, de l’entreprise, des professionnels de l’emploi, de la formation, les solutions prennent la forme d’une aide financière, d’un service, d’un réseau d’échange, d’un outil.   
L’Agefiph est, avec le FIPHFP qui agit dans le secteur public, l’interlocutrice des pouvoirs publics et des acteurs de l’emploi et du handicap pour soutenir l’inclusion du handicap dans les politiques publiques de l’emploi, de la formation, de l’orientation et de la santé au travail.   
Pour nourrir ces politiques publiques, mesurer les progrès et avancer collectivement pour plus d’inclusion professionnelle, l'Agefiph agit également par l’étude, l’innovation la recherche et la prospective.

## Partenariats
Dans les territoires et au niveau national, l’Agefiph collabore avec l’ensemble des acteurs en charge de l’emploi, de la formation professionnelle et de la compensation du handicap, qu’ils soient institutionnels ou relevant du champ économique, social et solidaire, cela dans tous les secteurs d’activité.
Exemples :
Partenariats institutionnels : l’Etat (convention 2021 – 2025), le réseau pour l’emploi (France Travail, Missions locales, Chéops le réseau des Cap emploi) ou les acteurs clés tels la CNSA, les organisations syndicales et patronales, l’APEC, l’Agence de service civique, la Caisse des dépôts et consignation ...
Partenariats avec des entreprises ou associations : en 2024, l’Agefiph renouvelle des conventions avec la Confédération Française pour la Promotion Sociale des Aveugles et Amblyopes (CFPSAA), avec PricewaterhouseCoopers (PwC) France et en 2025, avec AFTRAL, Coca-Cola, l’AFDAS ... 
Partenariats de recherche : en 2024, l’Agefiph est partenaire de la 5e édition de l’appel à projets pour la recherche appliquée avec la FIRAH, Fondation pour la recherche appliquée sur le handicap.

### Liens externe
- Le site internet de l'Agefiph
- La loi du 10 juillet 1987 en faveur de l'emploi des travailleurs handicapés
- La loi du du 11 février 2005 pour l'égalité des droits et des chances, la participation et la citoyenneté des personnes handicapées
- Handicap : 20 ans après la Loi de 2005, et maintenant ? sur le site du Défenseur des droits